# هادلي (نيويورك)
هادلي (بالإنجليزية: Hadley, New York)‏ هي بلدة أمريكية تقع في الولايات المتحدة في مقاطعة ساراتوغا، نيويورك. يقدر عدد سكانها بـ 1,971 نسمة ومساحتها 106.4 كم2 وترتفع عن سطح البحر 481 متر.